# Torneo di Chichester 1980
Il Torneo di Chichester 1980 è stato un torneo di tennis giocato sull'erba. È stata la 5ª edizione del torneo, che fa parte del WTA Tour 1980. Si è giocato a Chichester in Gran Bretagna dall'8 al 14 giugno 1980.

## Campionesse

### Singolare
Chris Evert ha battuto in finale  Evonne Goolagong con il punteggio di 6–3, 6–7, 7–5

### Doppio
Pam Shriver /  Betty Stöve hanno battuto in finale  Rosie Casals /  Wendy Turnbull con il punteggio di 6–4, 7–5